# T.A. Vogel
Teunis Adrianus Vogel (Vlaardingen, 17 september 1928, overleden 3 november 2023) is een Nederlands politicus van de SGP.
In 1944 behaalde hij zijn mulo-diploma en daarna was hij vanaf 1946 werkzaam bij de gemeente Vlaardingen waar hij zich bezighield met stadsontwikkeling. In 1959 maakte hij de overstap naar de gemeente Kampen waar hij werkte als voorlichtingsambtenaar, industriepromotor en ten slotte hoofd van de afdeling stadsontwikkeling. In juni 1981 werd Vogel de burgemeester van Sint-Philipsland. Eind 1992 werd hij daarnaast de waarnemend burgemeester van Kortgene. 
Vogel was maatschappelijk zeer betrokken; hij was penningmeester van de Klavar-vereniging, organist, dirigent van enkele kerkkoren, voorzitter van Stichting Zeeuws Landschap, lid van diverse schoolbesturen, één van de oprichters van de Schoolbegeleidingsdienst Centraal Nederland, etc. 
Op 1 oktober 1993 kwam vanwege het bereiken van de pensioengerechtigde leeftijd automatisch een einde aan zijn burgemeesterschap van Sint-Philipsland maar van Kortgene bleef hij waarnemend burgemeester tot die gemeente op 1 januari 1995 ophield te bestaan.